# Smallpipe nortumbriana

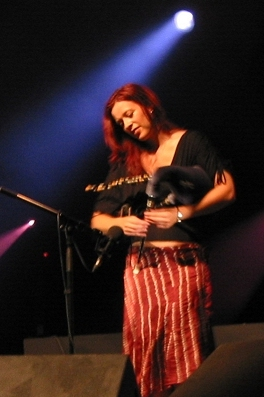
Kathryn Tickell com a Northumbrian smallpipe.

A Smallpipe nortumbriana é uma gaita-de-fole pequena de Northumberland, no norte da Grã-Bretanha. Até os dias atuais, ela é a única gaita inglesa com tradição ininterrupta.
A smallpipe nortumbriana tem digitação particular e uma cantadeira fechada que permite um efeito “stacatto”. A cantadeira utiliza a palheta dupla. Possui uma cantadeira (ponteiro) cilíndrica, tradicionalmente afinada entre Fá e Fá sustenido (F e F#). A cantadeira moderna tem desde 7 até 17 chaves, que a permite atingir duas oitavas cromáticas.
Seu funcionamento é feito com cauld-wind ("ar-frio"); isto é, com fole-mecânico similar ao da uilleann pipes e ao da gaita das Bordas.
Os bordões, geralmente quatro, são dispostos em soquete (buxa) comum. Normalmente, utilizam-se três bordões num momento, com a quarta servindo para mudar a afinação. Três utilizam-se para os tons tônico, dominante, e tônico do octave.